# Озеро Графское
Озеро Графское (Графское озеро, баш. Граф күле) — водохранилище в верхнем течении реки Таналык, располагается на территории Мерясовского сельсовета в центральной части Баймакского района Республики Башкортостан, Россия.
Название водоёма происходит от титула бельгийского золотопромышленника, графа Э. В. Роттермунда, построившего в конце XIX века на этом месте первую запруду, имевшую площадь в десятки раз меньше существующего в настоящее время водохранилища.
Водохранилище находится у подножия хребта Ирендык немного юго-западнее села Мерясово, разливаясь между левыми притоками Таналыка — Акменды и Малая Корсага. Площадь водной поверхности водохранилища составляет 237 га, объём — 2 млн м³. Высота уреза — 492,9 м. Введено в эксплуатацию в 1975 году. Плотина каменная, длиной 250 м, ширина по гребню — 7 м. Гидротехнические сооружения водохранилища относятся к IV классу опасности.
На вдающемся в водохранилище с восточной стороны облесённом полуострове круглый год действует одноимённая детская турбаза «Озеро Графское», занимающая 28 га.